# Першотравенский сельский совет (Софиевский район)
Першотравенский сельский совет (укр. Першотравенська сільська рада) — входит в состав
Софиевского района
Днепропетровской области
Украины.
Административный центр сельского совета находится в 
с. Перше Травня.

## Населённые пункты совета
- с. Перше Травня
- с. Андреевка
- с. Вербовое
- с. Анно-Николаевка
- с. Криничеватое
- с. Любое
- с. Макорты
- с. Новая Заря
- с. Александровка
- пос. Потоцкое
- с. Южное

## Ликвидированные населённые пункты совета
- с. Червоный Дуб